# Joint European Disruptive Initiative
Die Joint European Disruptive Initiative (JEDI) ist eine europäische Agentur zur Förderung disruptiver Technologie. Als Vorbild dient die US-amerikanische Behörde Defense Advanced Research Projects Agency (DARPA). 
Ein Ziel ist die Lösung gesellschaftlicher Herausforderungen durch Innovation, vor allem in den Bereichen Umwelt, Gesundheit, Digitales, Bildung, Ozeane und Weltraum. Die Agentur arbeitet mit 4.600 Wissenschaftlern aus der ganzen Welt zusammen. Die Finanzierung erfolgt über Stiftungen, Unternehmen, Einzelpersonen und öffentliche Institutionen. Die JEDI-Agentur gibt auch technologiepolitischen Empfehlungen, um die europäische Technologiesouveränität zu stärken.